# Kozí Vrbovok
Kozí Vrbovok – wieś (obec) na Słowacji położona w kraju bańskobystrzyckim, w powiecie Krupina. Pierwsze wzmianki o miejscowości pochodzą z roku 1415.
Według danych z dnia 31 grudnia 2012, wieś zamieszkiwały 174 osoby, w tym 81 kobiet i 93 mężczyzn.
W 2001 roku pod względem narodowości i przynależności etnicznej miejscowość zamieszkiwali wyłącznie Słowacy.
Ze względu na wyznawaną religię w 2001 roku 98,81% mieszkańców było katolikami rzymskimi, a 1,19% ewangelikami:
- Prawosławni – %
- Husyci – %
- Ateiści – %
- Przedstawiciele innych wyznań – %
- Nie podano – %